# L'oscuro visibile
L'oscuro visibile è un romanzo di William Golding del 1979. Il romanzo vinse il James Tait Black Memorial Prize per la narrativa.
Il titolo originale (Darkness Visible) è tratto da un verso del Paradiso perduto di Milton: «Not light, but darkness visible».
Il romanzo racconta la lotta tra bene e male, attraverso l'ingenuità, la sessualità e la spiritualità. Esso ha segnato il ritorno di Golding come romanziere, otto anni dopo la pubblicazione del suo lavoro precedente, la raccolta The Scorpion God.

## Edizioni
- William Golding, L'oscuro visibile, Longanesi, 1984.